# Noyal-sur-Brutz
Pour les articles homonymes, voir Noyal.
Noyal-sur-Brutz [nwajal syʁ bʁy]  est une commune de l'Ouest de la France, située dans le département de la Loire-Atlantique, en région Pays de la Loire. Elle fait partie de la Bretagne historique.

## Géographie

### Situation

Situation de la commune de Noyal-sur-Brutz dans le département de la Loire-Atlantique.

Noyal-sur-Brutz est situé à 65 kilomètres au nord de Nantes, la préfecture du département et à 7 km au nord-est de Châteaubriant, la plus proche ville. On peut aussi citer Rennes, à 42 km de la commune. La commune est traversée dans le sens nord-sud par la route départementale 176 et la route départementale 36 d'est en ouest.
Les communes limitrophes sont Fercé, Villepot, Soudan et Rougé en Loire-Atlantique, Martigné-Ferchaud (sur une courte distance) en Ille-et-Vilaine.
| Fercé | Martigné-Ferchaud |          |
| Rougé | Noyal-sur-Brutz   | Villepot |
|       | Soudan            |          |

### Relief et géologie
Le territoire de la commune est vallonné. Le sous-sol de la commune s'est en grande partie formé lors du tertiaire. Cette couche révèle des scléractiniaires, polypiers et autres térébratules.

### Hydrographie
Le principal cours d'eau est la Brutz. Le ruisseau de la Croiserie est un affluent de la Brutz. Une autre rivière, la Verzée, est un affluent de l'Oudon.

### Climatologie
Noyal-sur-Brutz  est soumis à un climat océanique relativement doux. Les hauteurs annuelles de précipitations sont inférieures à 700 mm/an. Les hivers sont humides et en moyenne doux. Les étés sont relativement secs, modérément chauds et ensoleillés. Le tableau ci-dessous indique les températures et les précipitations pour l'année 2007  selon les données de la ville de Rennes, distante d'une quarantaine de kilomètres à vol d'oiseau :
| Mois                                   | J    | F    | M    | A    | M    | J    | J    | A    | S    | O    | N    | D    |
| -------------------------------------- | ---- | ---- | ---- | ---- | ---- | ---- | ---- | ---- | ---- | ---- | ---- | ---- |
| Températures maximales (°C)            | 8,1  | 9,4  | 12,3 | 14,7 | 18,4 | 21,5 | 23,8 | 23,6 | 21,1 | 16,7 | 11,7 | 9    |
| Températures minimales (°C)            | 2,2  | 2,5  | 4    | 5,4  | 8,5  | 11,2 | 13,1 | 13,1 | 11,2 | 8,3  | 4,9  | 3,2  |
| Températures moyennes (°C)             | 5,2  | 5,9  | 8,2  | 10,1 | 13,4 | 16,4 | 18,5 | 18,3 | 16,2 | 12,5 | 8,3  | 6,1  |
| Précipitations (hauteur moyenne en mm) | 61,3 | 52,3 | 49,3 | 45,1 | 58,1 | 46,4 | 42,6 | 47,3 | 56,6 | 63,8 | 68,4 | 69,1 |
| Source: Météo France et Lameteo.org    |      |      |      |      |      |      |      |      |      |      |      |      |

Le tableau ci-dessous indique les records de températures minimales et maximales :
| Mois                                | J     | F     | M    | A    | M    | J    | J    | A    | S    | O    | N    | D     |
| ----------------------------------- | ----- | ----- | ---- | ---- | ---- | ---- | ---- | ---- | ---- | ---- | ---- | ----- |
| Températures maximales records (°C) | 16,8  | 19,8  | 23,1 | 28,7 | 30,8 | 36,3 | 38,4 | 39,5 | 34,8 | 27,8 | 20,2 | 17,6  |
| Années des températures maximales   | 2003  | 1990  | 1965 | 1945 | 1953 | 1976 | 1949 | 2003 | 1961 | 1945 | 1993 | 1953  |
| Températures minimales records (°C) | -14,7 | -11,2 | -7,3 | -3,2 | -1,2 | 2,2  | 5,5  | 4    | 1,9  | -4,6 | -7,5 | -12,6 |
| Années des températures minimales   | 1985  | 1948  | 2005 | 1984 | 1945 | 1962 | 1972 | 1956 | 1972 | 1947 | 1955 | 1964  |
| Source: Insee et Lameteo.org        |       |       |      |      |      |      |      |      |      |      |      |       |

## Urbanisme

### Typologie
Au 1er janvier 2024, Noyal-sur-Brutz est catégorisée commune rurale à habitat dispersé, selon la nouvelle grille communale de densité à sept niveaux définie par l'Insee en 2022.
Elle est située hors unité urbaine. Par ailleurs la commune fait partie de l'aire d'attraction de Châteaubriant, dont elle est une commune de la couronne,. Cette aire, qui regroupe 20 communes, est catégorisée dans les aires de moins de 50 000 habitants,.

### Occupation des sols
L'occupation des sols de la commune, telle qu'elle ressort de la base de données européenne d’occupation biophysique des sols Corine Land Cover (CLC), est marquée par l'importance des territoires agricoles (96,8 % en 2018), en diminution par rapport à 1990 (100 %). La répartition détaillée en 2018 est la suivante : 
prairies (51,5 %), terres arables (23,8 %), zones agricoles hétérogènes (21,5 %), zones urbanisées (3,2 %). L'évolution de l’occupation des sols de la commune et de ses infrastructures peut être observée sur les différentes représentations cartographiques du territoire : la carte de Cassini (XVIIIe siècle), la carte d'état-major (1820-1866) et les cartes ou photos aériennes de l'IGN pour la période actuelle (1950 à aujourd'hui).

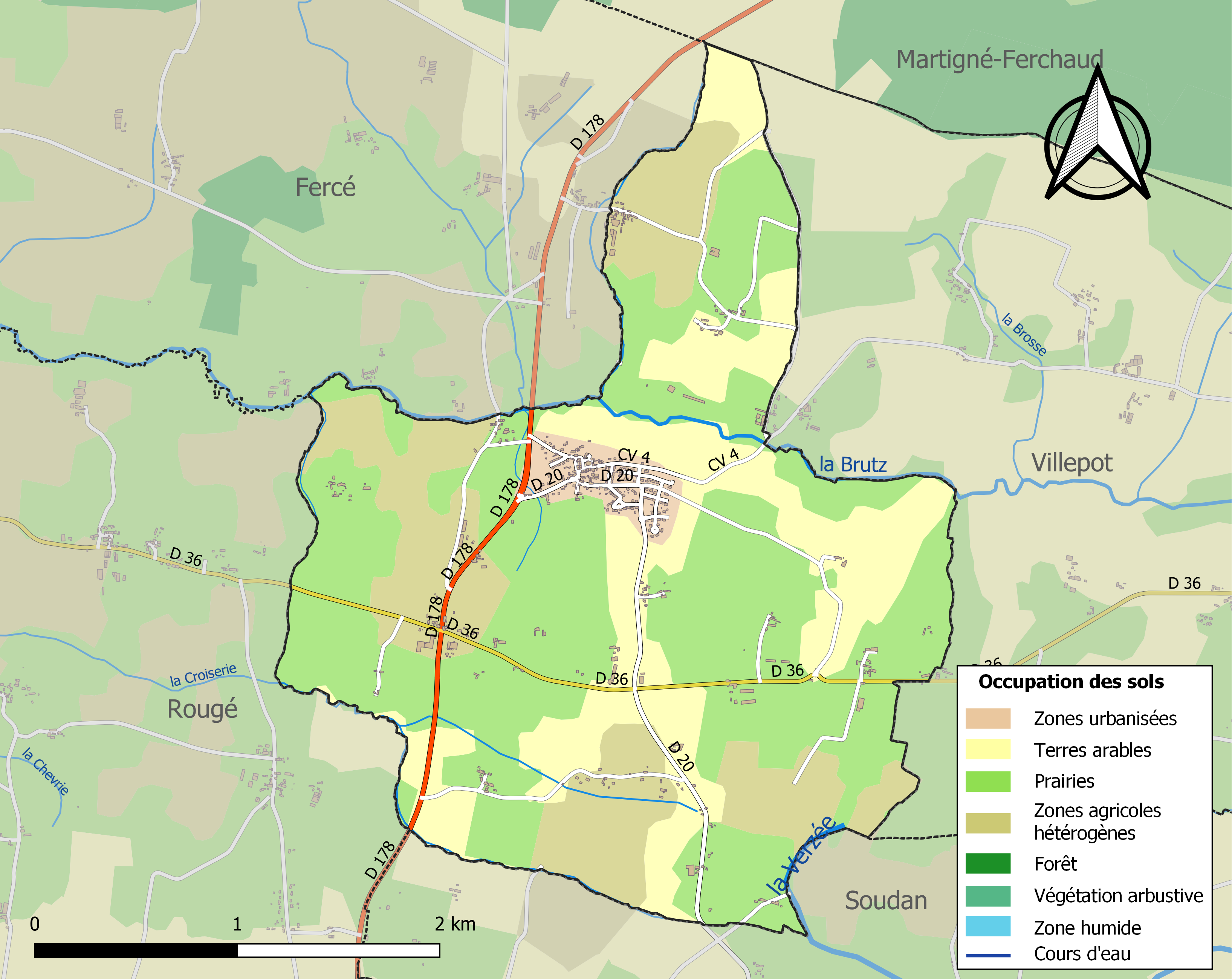
Carte des infrastructures et de l'occupation des sols de la commune en 2018 (CLC).

## Toponymie
Le nom de la localité est attesté sous la forme Noyal sur Brue en 1394.
La commune a été baptisée Noyal en 1793, et a pris le nom de Noyal-sur-Brutz en 1801.
Il s'agit d'un toponyme d'origine gauloise dérivé de l’étymon nouioialon, désignant une terre nouvellement défrichée.
Noyal possède un nom en gallo, la langue d'oïl locale : Noyal ou Nouya selon l'écriture ABCD, ou Noyal selon l'écriture MOGA. En gallo, le nom de la commune se prononce [nɔjal], les variantes [nɔja] et [nuja] ont aussi été relevées.
La forme bretonne proposée par l'Office public de la langue bretonne est Noal-ar-Bruz.
Ses habitants sont appelés les Noyalaises et Noyalais.

## Histoire
Comme tout le Castelbriantais, Villepot a fait partie de la zone de peuplement celte, puis de la zone gallo-romain. Elle est devenue bretonne avant d'être intégrée au royaume de France par le traité d'union de la Bretagne à la France en 1532.
On retrouve le nom de Noyal en 1585 dans les registres paroissiaux. La paroisse est alors dépendante du diocèse de Rennes. Une partie de la paroisse, le fief du Brossay, appartient alors à la famille Coësmes, seigneurs de Fercé. La juveigneurie de cette famille leur donne des droits sur les territoires de Fercé, Noyal-sur-Brutz et Villepot. À cette époque, le territoire de la paroisse est différent de l'actuel. Quelques hameaux à l'est de Noyal appartiennent aujourd'hui à Villepot.
En 1795, Pendant les chouanneries la commune est le théâtre d'un combat entre royalistes et républicain.
C'est au cours du XIXe siècle que la commune prend sa forme actuelle, faisant concorder ses limites paroissiales et communales. Ce siècle voit aussi l'émergence de deux activités importantes pour la commune : les ardoisières de La Tourière et les fours à chaux du Mortier.
Les vingt-sept, de la carrière de la Sablière à Châteaubriant, le 22 octobre 1941
1re Sépulture : Noyal sur Brutz
Antoine Pesqué : 55 ans, né à Rouen (Seine-Maritime), militant communiste. Son corps a été transféré dans le petit cimetière d’Aubervilliers (Seine-Saint-Denis).
Maurice Ténine : 34 ans, d’Antony, né à Alexandrie (Égypte), militant communiste. Son corps a été transféré dans le cimetière d’Antony (Essonne).
Jules Vercruysse : 48 ans, né à Roncq (Nord), secrétaire général de la Fédération C. G. T. des textiles, militant communiste. Son corps a été transféré dans le cimetière parisien du Père Lachaise.

## Héraldique
| Armes de Moyal-sur-Brutz | De sinople à la cotice en bande ondée d'argent, accompagnée à senestre en chef d'un arbre arraché d'or et à dextre en pointe d'une croisette du même ; au chef d'argent chargé de trois mouchetures d'hermine de sable. Le ruban d'argent symbolise la Brutz ; la croix symbolise l'hôpital de La Tourière ; l'arbre symbolise la forêt d'Araise. Les mouchetures d'hermine évoquent le blasonnement d'hermine plain de la Bretagne, rappelant l'appartenance passée de la ville au duché de Bretagne. Blason conçu par Eugène Charron. |

## Politique et administration

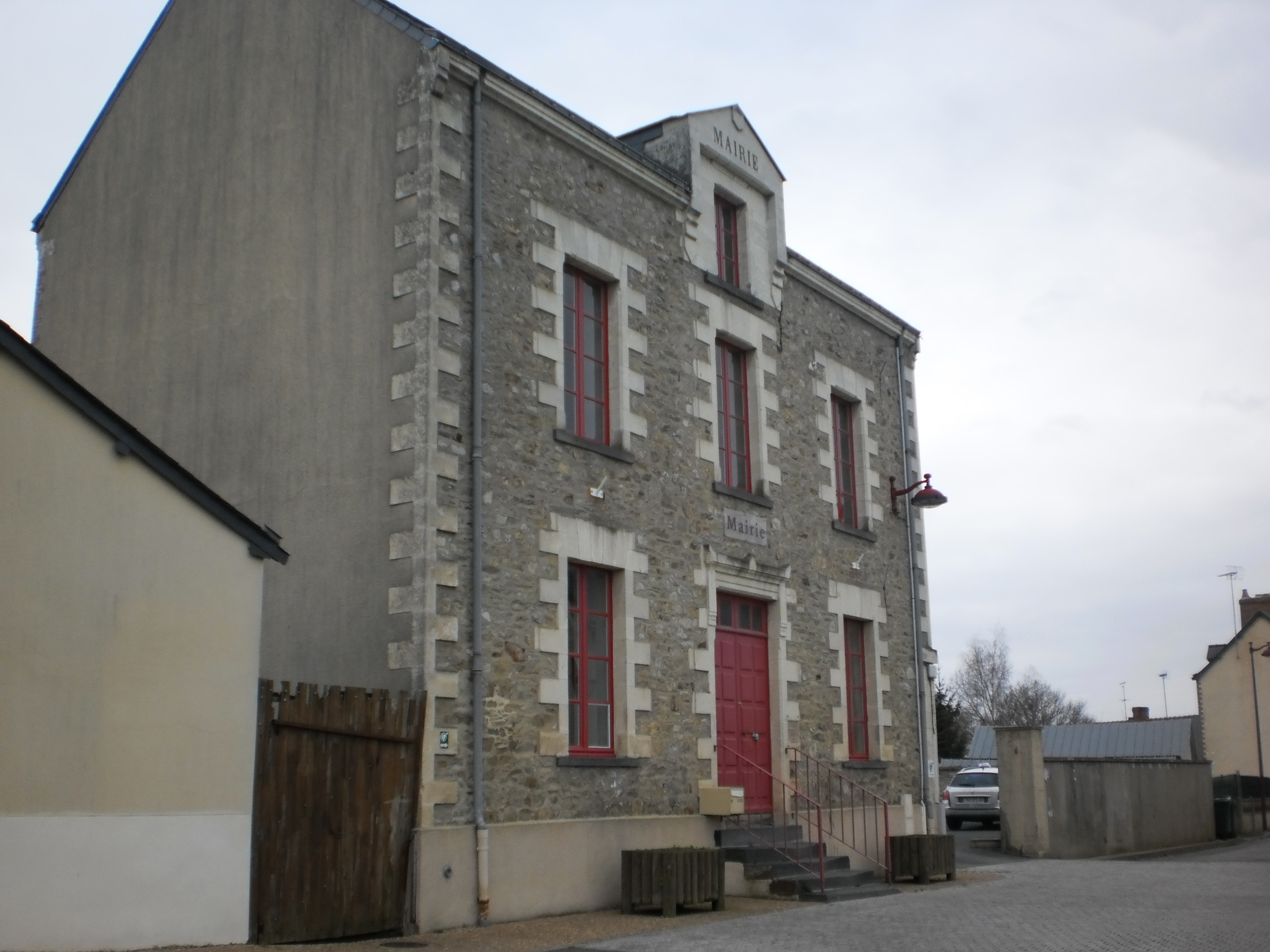
Mairie.

Noyal-sur-Brutz est située dans le canton et l'arrondissement de Châteaubriant, dans le département de la Loire-Atlantique (région Pays de la Loire). Comme pour toutes les communes françaises comptant entre 500 et 1 500 habitants, le Conseil municipal est constitué de quinze membres en 2011.

### Liste des maires
| Période                                  | Période   | Identité       | Étiquette | Qualité |
| ---------------------------------------- | --------- | -------------- | --------- | ------- |
| mars 2001                                | mars 2014 | Francis Martin |           |         |
| mars 2014                                | En cours  | Edith Marguin  |           |         |
| Les données manquantes sont à compléter. |           |                |           |         |

### Intercommunalité
Noyal-sur-Brutz est membre de la communauté de communes du Castelbriantais, qui est constituée de dix-neuf communes regroupées autour de Châteaubriant.

### Jumelages
Au 5 mars 2011, Noyal-sur-Brutz n'est jumelée avec aucune ville.

## Population et société

### Démographie
Selon le classement établi par l'Insee, Noyal-sur-Brutz fait partie de l'aire urbaine, de la zone d'emploi et du bassin de vie de Châteaubriant. Elle n'est intégrée dans aucune unité urbaine. Toujours selon l'Insee, en 2010, la répartition de la population sur le territoire de la commune était considérée comme « peu dense » : 99 % des habitants résidaient dans des zones « peu denses »  et 1 % dans des zones « très peu denses ».

#### Évolution démographique
L'évolution du nombre d'habitants est connue à travers les recensements de la population effectués dans la commune depuis 1793. Pour les communes de moins de 10 000 habitants, une enquête de recensement portant sur toute la population est réalisée tous les cinq ans, les populations de référence des années intermédiaires étant quant à elles estimées par interpolation ou extrapolation. Pour la commune, le premier recensement exhaustif entrant dans le cadre du nouveau dispositif a été réalisé en 2004.

En 2022, la commune comptait 579 habitants, en évolution de −2,2 % par rapport à 2016 (Loire-Atlantique : +6,68 %, France hors Mayotte : +2,11 %).
| 1793 | 1800 | 1806 | 1821 | 1831 | 1836 | 1841 | 1846 | 1851 |
| ---- | ---- | ---- | ---- | ---- | ---- | ---- | ---- | ---- |
| 364  | 293  | 355  | 415  | 426  | 427  | 446  | 465  | 464  |

| 1856 | 1861 | 1866 | 1872 | 1876 | 1881 | 1886 | 1891 | 1896 |
| ---- | ---- | ---- | ---- | ---- | ---- | ---- | ---- | ---- |
| 444  | 452  | 449  | 489  | 515  | 519  | 570  | 559  | 557  |

| 1901 | 1906 | 1911 | 1921 | 1926 | 1931 | 1936 | 1946 | 1954 |
| ---- | ---- | ---- | ---- | ---- | ---- | ---- | ---- | ---- |
| 502  | 518  | 510  | 439  | 390  | 402  | 405  | 403  | 353  |

| 1962 | 1968 | 1975 | 1982 | 1990 | 1999 | 2004 | 2006 | 2009 |
| ---- | ---- | ---- | ---- | ---- | ---- | ---- | ---- | ---- |
| 351  | 385  | 376  | 422  | 443  | 481  | 520  | 529  | 575  |

| 2014 | 2019 | 2022 | - | - | - | - | - | - |
| ---- | ---- | ---- | - | - | - | - | - | - |
| 584  | 591  | 579  | - | - | - | - | - | - |

#### Pyramide des âges
La population de la commune est relativement jeune.
En 2018, le taux de personnes d'un âge inférieur à 30 ans s'élève à 37,4 %, soit au-dessus de la moyenne départementale (37,3 %). À l'inverse, le taux de personnes d'âge supérieur à 60 ans est de 18,3 % la même année, alors qu'il est de 23,8 % au niveau départemental.
En 2018, la commune comptait 287 hommes pour 304 femmes, soit un taux de 51,44 % de femmes, légèrement supérieur au taux départemental (51,42 %).
Les pyramides des âges de la commune et du département s'établissent comme suit.
| Hommes | Classe d’âge | Femmes |
| ------ | ------------ | ------ |
| 0,0    | 90 ou +      | 0,3    |
| 5,6    | 75-89 ans    | 5,3    |
| 12,5   | 60-74 ans    | 12,8   |
| 23,3   | 45-59 ans    | 20,1   |
| 23,3   | 30-44 ans    | 22,0   |
| 15,0   | 15-29 ans    | 13,5   |
| 20,2   | 0-14 ans     | 26,0   |

| Hommes | Classe d’âge | Femmes |
| ------ | ------------ | ------ |
| 0,6    | 90 ou +      | 1,8    |
| 6      | 75-89 ans    | 8,6    |
| 15,1   | 60-74 ans    | 16,4   |
| 19,4   | 45-59 ans    | 18,8   |
| 20,1   | 30-44 ans    | 19,3   |
| 19,2   | 15-29 ans    | 17,4   |
| 19,5   | 0-14 ans     | 17,6   |

## Économie
La commune est essentiellement tournée vers l'artisanat. Une petite vingtaine d'entreprises sont actives dans la commune. Une zone d'activité regroupe un certain nombre de celles-ci, la zone de l'Espérance de Noyal-sur-Brutz. On compte également 16 exploitations agricoles présentes dans la commune.
Le taux de chômage en 2004 était de 6,4 % en légère baisse par rapport à 1999 où il était de 7,3 %. Les inactifs (retraités et préretraités) représentaient 15,2 % de la population en 2004 et 15,6 % en 1999.
L'hôpital et les cliniques les plus proches se situent à Châteaubriant.
Noyal-sur-Brutz dépend de l'académie de Nantes. Pour l'enseignement élémentaire, la commune dispose de l'école publique Charles Perrault. Les collèges et lycées se situent à Châteaubriant,,,,,.

## Lieux et monuments

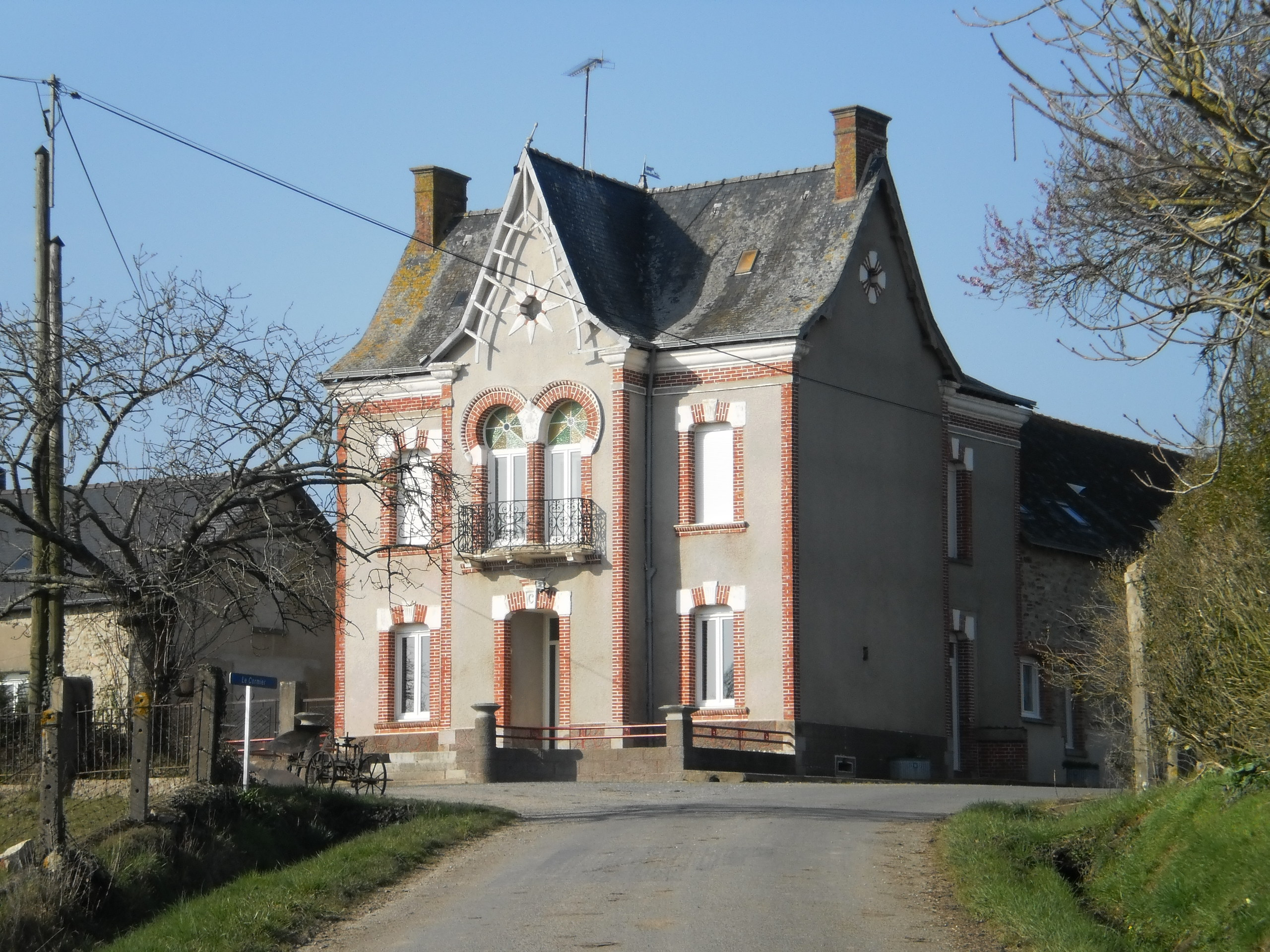
Maison de maître.

La commune comporte quelques manoirs datant du XVIe siècle. Le manoir de la Chaussée, le manoir du Brossais et le manoir du Plessis sont tous construits avec des pierres de schiste. On compte aussi quelques maisons de maitres en brique, tuffeau et schiste construites du milieu du XIXe siècle jusqu'au début du XXe siècle. Ces demeures bourgeoises sont souvent la propriété d'industriels locaux, notamment les propriétaires des fours à chaux.
L'ancien hôpital de la Tourière est édifié du XVIIe au XVIIIe siècle sur semble-t-il un ancien château détruit pendant les guerres de Religion. C'est le docteur Bonelle qui le convertit en hôpital au cours du  XVIIIe siècle.
Le patrimoine industriel de la commune est représenté par ses anciennes carrières de chaux et d'ardoise.
L'église Saint-Martin est construite dans le dernier quart du XIXe siècle dans le style néo-roman. Les matériaux de construction sont en grande partie issus des carrières de la commune. Son clocher a la particularité d'être construit en béton, en 1950. L'église renferme de nombreux objets et statues tels les deux anges pendants « Anges adorateurs » situés sur le maître autel.

## Personnalités liées à la commune
- Alfred Gernoux (1892, Noyal-sur-Brutz - 1973, Soudan), historien.